# Thrigmopoeinae
Thrigmopoeinae es una subfamilia de arañas migalomorfas de la familia Theraphosidae. La subfamilia Thrigmopoeinae está formada por tarántulas de la India. 

## Géneros
- Haploclastus Simon, 1892
- Thrigmopoeus Pocock, 1899